# As Long as Grass Grows
As Long as Grass Grows: The Indigenous Fight for Environmental Justice, from Colonization to Standing Rock es un libro de no ficción escrito por Dina Gilio-Whitaker, en donde su autora describe la historia de los nativos estadounidenses desde la colonización europea, además de incluir críticas del movimiento conservacionista moderno en los Estados Unidos por excluir a los conceptos indígenas de tierra y administración ambiental. También hace una cobertura de las protestas por la construcción del oleoducto Dakota Access Pipeline en la Reserva india Standing Rock durante la década de 2010.

## Antecedentes
Durante la publicación del libro, su autora Fina Gilio-Whitaker, miembro de las tribus confederadas de Colville daba clases magistrales sobre estudios indígenas estadounidenses en la Universidad Estatal de California en San Marcos. Este fue su segundo libro, después de "All the Real Indians Died Off" and 20 Other Myths About Native Americans que escribió en coautoría con Roxanne Dunbar-Ortiz y publicado en 2016. As Long as Grass Grows fue publicado por la editorial Beacon Press el 2 de abril de 2019.

## Sinopsis
El libro relata la historia de los nativos americanos en los Estados Unidos, desde la colonización europea hasta la actualidad, con el foco en la temática ambiental. La invasión europea que comenzó en 1492 llevó a la muerte del 99% de los nativos americanos debido a las enfermedades traídas al territorio, las guerras y el hambre, e incluso a través del desplazamiento forzado como ocurrió con el Sendero de lágrimas. Muchos colonos estadounidenses creían en la doctrina del «destino manifiesto», que según ellos tenían el deber moral de colonizar a través de las Américas, e impusieron conceptos como el de uso y propiedad de la tierra que estaban en desacuerdo con la cultura nativa americana.
Gilio-Whitaker sostiene que en la actualidad, el sistema legal estadounidense impide a los indígenas estadounidenses autoorganizarse y autogobernarse en áreas como la administración ambiental, economía y justicia social. Critica las opiniones de Henry David Thoreau y John Muir sobre los nativos americanos, y que el movimiento conservacionista que surgió de su ideología vio a la naturaleza como un lugar de donde se debía excluir a los pueblos indígenas. Al mismo tiempo, los desechos tóxicos eran colocados en ubicaciones en donde podrían dañar a las comunidades de color. Al establecer parques nacionales en lugares como Yosemite, los indígenas que administraban esas áreas fueron desplazados de ellas.
El libro abarca conceptos de género entre los grupos de nativos americanos, algunos de los que tenían estructuras de poder matrilineales y concepciones diferentes de identidad de género y el rol de la familia con respecto a los de los colonizadores. Las primeras feministas se habían inspirado en los roles de Madre de Clan de la confederación iroquesa. Sin embargo, la imposición del cristianismo borró muchos de estos valores.
Gilio-Whitaker analiza las protestas por el oleoducto Dakota Access Pipeline en Standing Rock entre 2016 y 2017, donde se aprobó que el oleoducto pasara a través de tierra sagrada. La construcción se completó a pesar de las protestas y las amenazas previstas al agua y el ambiente de la región. Gilio-Whitaker argumenta, haciendo uso de la Declaración de las Naciones Unidas sobre los derechos de los pueblos indígenas y abordajes locales y estatales en California, que las leyes federales como la ley de libertad religiosa de los indígenas estadounidenses debería extenderse para proteger sitios de importancia cultural para los nativos americanos, como sucede con Panhe para el pueblo acjachemem. Aboga por la descolonización y la organización comunitaria.

## Recepción
La Biblioteca Pública de Nueva York y BuzzFeed News mencionaron el libro como una lectura recomendada para las elecciones de Estados Unidos de 2020 sobre el tema del cambio climático. The Michigan Daily lo describió como uno de los diez libros definitorios de 2020, en donde Trina Pal comentó sobre la publicación que «es una lectura imprescindible para cualquiera que desee comprender la historia y los derechos de las tribus indígenas» y un «comienzo maravilloso y necesario» para aprender sobre la justicia ambiental y cómo participar en ella. Para Pal este libro complementa a otros libros de autores indígenas como Braiding Sweetgrass (2013). Alexandra Tempus de The Progressive elogió el libro, al que describió como «accesible», diciendo que Gilio-Whitaker «basa sus argumentos en la sabiduría indígena» y que «no hay receta más urgente para Estados Unidos» que las sugerencias que la autora menciona al final del libro.